# Ján Arpáš
Ján Arpáš (né le 8 novembre 1918 à Presbourg en Autriche-Hongrie (aujourd'hui Bratislava en Slovaquie) et mort le 16 avril 1976) est un joueur de football tchécoslovaque (slovaque), qui jouait en tant qu'attaquant ou milieu de terrain.

## Biographie

### Club
Au cours de sa carrière, Arpáš n'a connu que deux clubs. Il débute avec l'équipe de sa ville natale, le Slovan Bratislava (il termine trois fois meilleur buteur du championnat de Slovaquie en 1940-1941, 1941-1942 et 1943-1944), avant de rejoindre la Juventus, arrivant juste après le départ de Čestmír Vycpálek, avec qui il entretenait de mauvais rapports. Il devient le deuxième joueur slovaque de l'histoire du club italien (et le 3e tchécoslovaque).
Avec le maillot bianconero, il débute en Serie A le 14 septembre 1947, inscrivant les second et troisième buts contre l'Alessandria, match conclu par une victoire 3-1. Il eut plus de mal lors du reste de la saison, en concurrence avec Pietro Magni, et quitta alors le club au bout d'une saison en avril 1948.

### Sélection
Il a également joué douze matchs avec l'équipe de Slovaquie, dont un match contre les Allemands, le 27 août 1939.

## Palmarès
Slovan Bratislava
- Championnat de Slovaquie (4) :
  - Champion : 1939-1940, 1940-1941, 1941-1942 et 1943-1944.
  - Meilleur buteur : 1940-1941 (19 buts), 1941-1942 (19 buts) et 1943-1944 (26 buts).